# Hochwart
Hochwart je naselje občine Cirkno v okraju Šmohor na Koroškem v Avstriji.